# ألفرد أو. أندرسون
ألفرد أو. أندرسون (بالإنجليزية: Alfred O. Andersson)‏ هو ناشر أمريكي، ولد في 1874، وتوفي في 1950.